# Bladenhorst
Bladenhorst ist ein Stadtteil von Castrop-Rauxel im Kreis Recklinghausen in Nordrhein-Westfalen.

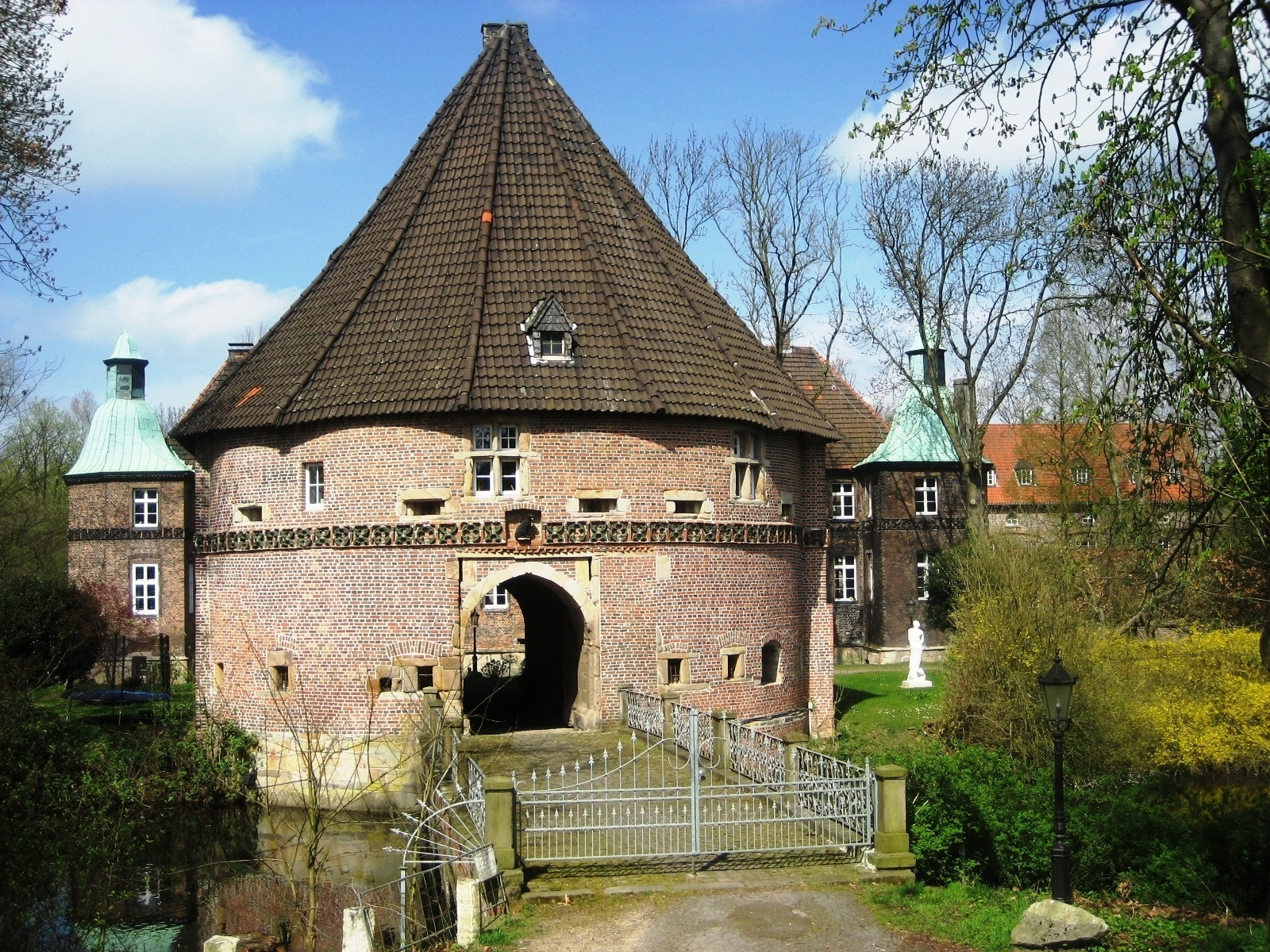
Torhaus von Schloss Bladenhorst

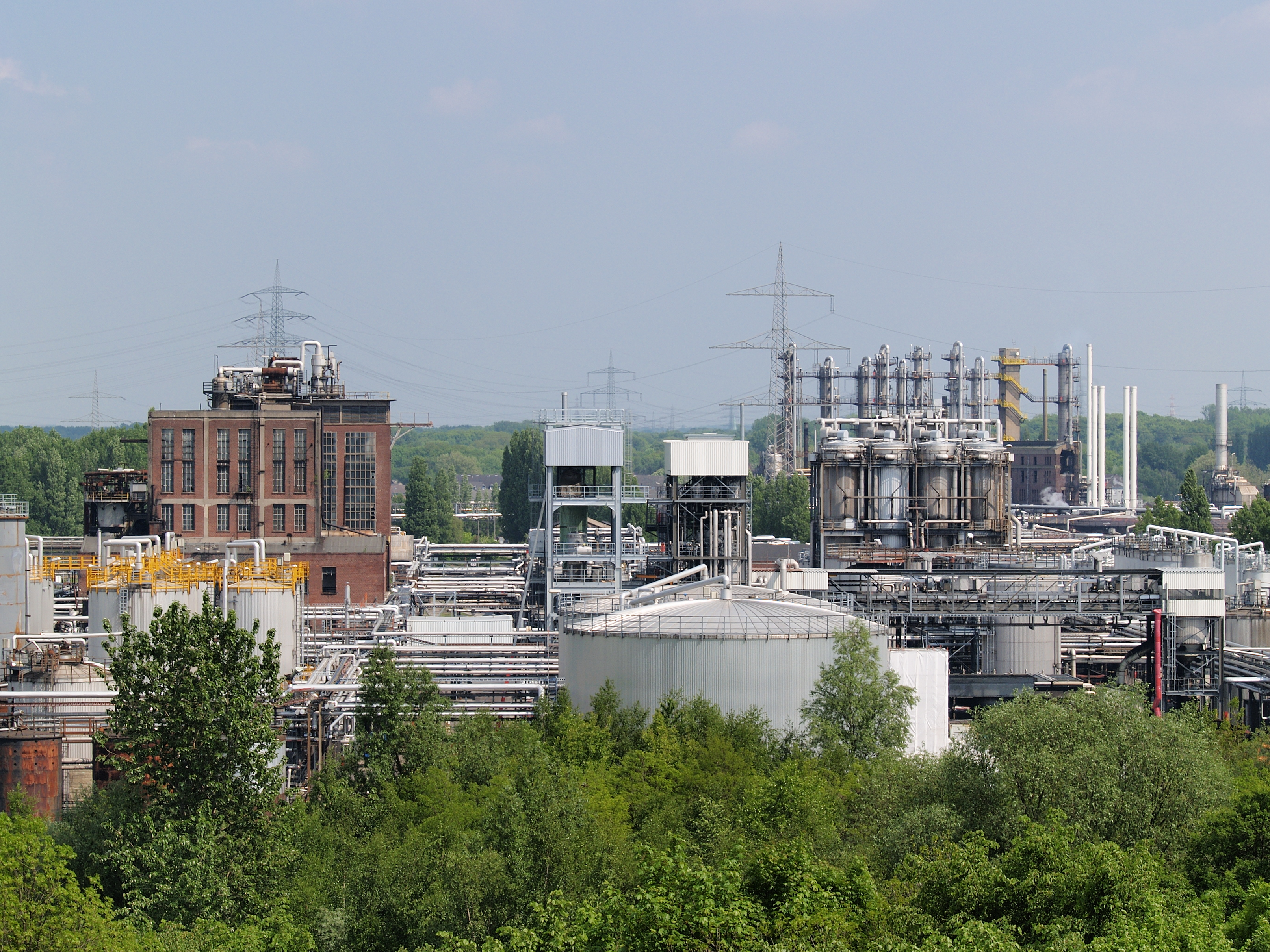
Rütgerswerke

## Geographie
Bladenhorst ist der westlichste Stadtteil von Castrop-Rauxel und besitzt einen ländlichen Charakter. Nachdem Pöppinghausen ursprünglich eine reine Streusiedlung war, entwickelte sich im Verlauf des 20. Jahrhunderts ein kleiner Siedlungskern.
Der Stadtteil wird im Norden durch den Rhein-Herne-Kanal begrenzt und im Westen grenzt Bladenhorst an den Herner Stadtteil Börnig. Im Osten reicht Bladenhorst bis zum Castrop-Rauxeler Hauptbahnhof und umfasst mit dem Wohngebiet an der Victorstraße einen Teil der Castrope-Rauxeler Innenstadt. Die südliche Begrenzung bildet im Wesentlichen die Bundesautobahn 42.
Der Nordosten des Stadtteils wird durch die ausgedehnten Werksanlagen der Rütgerswerke und das Konversionsgelände der ehemaligen Zeche Victor geprägt. Im Süden des Stadtteils erstreckt sich das Castroper Holz, ein altes Hainbuchen-Eichenwaldgebiet. Durch Bladenhorst fließen der Deininghauser Bach und der Landwehrbach.

## Geschichte
Bladenhorst ist eine alte westfälische Bauerschaft und gehörte historisch zur Grafschaft Mark. Die erste urkundliche Erwähnung (in der Schreibweise „Blarenhurst“) stammt aus dem Jahre 1220. Seit dem 19. Jahrhundert bildete Bladenhorst eine Landgemeinde im Landkreis Bochum in der preußischen Provinz Westfalen. Die Gemeinde gehörte zunächst zum Amt Herne und ab 1897 zum Amt Baukau. 1872 wurde in Bladenhorst die Zeche Victor 1/2 abgeteuft und 1897 wurden in Bladenhorst die Rütgerswerke gegründet.
Am 1. April 1908 wurde die Nachbargemeinde Pöppinghausen nach Bladenhorst eingemeindet, das nunmehr ein eigenes Amt bildete. Am 1. April 1926 war Bladenhorst eine der Gründungsgemeinden der neuen Stadt Castrop-Rauxel.

## Einwohnerentwicklung
| Jahr | Einwohner | Quelle |
| ---- | --------- | ------ |
| 1824 | 139       | [ 3 ]  |
| 1846 | 148       | [ 3 ]  |
| 1871 | 144       | [ 4 ]  |
| 1885 | 213       | [ 5 ]  |
| 1895 | 258       | [ 6 ]  |
| 1910 | 1453      | [ 7 ]  |
| 1925 | 1758      | [ 3 ]  |
| 1965 | 2041      | [ 3 ]  |
| 2018 | 1141      | [ 8 ]  |

## Baudenkmäler
Laut Liste der Baudenkmäler in Castrop-Rauxel stehen in Bladenhorst unter Denkmalschutz: das Wasserschloss Bladenhorst, der Waldfriedhof, das Bauernhaus Westring 246 sowie die Arbeitersiedlung der Rütgerswerke an der Markus-, der Julius- und der Vördestraße.

## Verkehr
Der Hafen Victor am Rhein-Herne-Kanal wird zur Kohleverladung benutzt. In Bladenhorst liegt die
Anschlussstelle Castrop-Rauxel-Bladenhorst der A 42.